# Aframomum pruinosum
Aframomum pruinosum är en enhjärtbladig växtart som beskrevs av François Gagnepain. Aframomum pruinosum ingår i släktet Aframomum och familjen Zingiberaceae. Inga underarter finns listade i Catalogue of Life.